# Okręg wyborczy Montgomeryshire
Okręg wyborczy Montgomeryshire powstał w 1536 r. i wysyłał do angielskiej, a następnie brytyjskiej, Izby Gmin jednego deputowanego. Okręg obejmuje walijskie hrabstwo Montgomeryshire.

## Deputowani do brytyjskiej Izby Gmin z okręgu Montgomeryshire

### Deputowani w latach 1536–1660
- 1624: George Herbert
- 1640–1645: John Pryce
- 1646–1648: Edward Vaughan
- 1654–1658: Charles Lloyd
- 1654–1655: John Pryce
- 1656–1658: Hugh Pryce
- 1659: Edward Vaughan

### Deputowani po 1660
- 1660–1661: John Purcell
- 1661–1661: Edward Vaughan
- 1661–1679: Andrew Newport
- 1679–1719: Edward Vaughan
- 1719–1740: Price Devereux
- 1740–1741: Robert Williams
- 1741–1742: Watkin Williams-Wynn
- 1742–1747: Robert Williams
- 1747–1772: Edward Kynaston
- 1772–1774: Watkin Williams
- 1774–1795: William Mostyn Owen
- 1795–1799: Francis Lloyd
- 1799–1850: Charles Watkin Williams-Wynn, Partia Konserwatywna
- 1850–1862: Herbert Watkin Williams Wynn, Partia Konserwatywna
- 1862–1880: Charles Watkin Williams-Wynn, Partia Konserwatywna
- 1880–1894: Stuart Rendel, Partia Liberalna
- 1894–1906: Arthur Humphreys-Owen, Partia Liberalna
- 1906–1929: David Davies, Partia Liberalna
- 1929–1962: Clement Davies, Partia Liberalna, od 1931 r. Narodowa Partia Liberalna, od 1939 r. niezależny, od 1942 r. Partia Liberalna
- 1962–1979: Emlyn Hooson, Partia Liberalna
- 1979–1983: Delwyn Williams, Partia Konserwatywna
- 1983–1997: Alex Carlile, Liberalni Demokraci
- 1997–: Lembit Öpik, Liberalni Demokraci